# Posljednja volja (2001.)
Posljednja volja je jedan od prvih filmova u Hrvatskoj napravljen u nezavisnoj produkciji. Riječ je o laganoj ljetnoj komediji koja nije doživjela baš veliki uspjeh među kritičarima i publikom. Redatelj je osvojio nagradu za najboljeg debitanta na Pulskom filmskom festivalu 2001. godine.

## Filmska ekipa
Režija: Zoran Sudar 

Scenaristi: Ante Tomić, Ivica Ivanišević i Vicenco Blagaić 

Fotografija: Stanko Herceg 

Glazba: Zlatan Stipišić Gibonni, Dragan Lukić Luky 

Montaža: Davor Švajić, Andrija Zafranović 

Scenografija: Ivica Hušnjak 

Kostimografija: Mladen Pervan 

## Uloge
- Goran Višnjić kao Bepo Štambuk
- Alison Heruth Waterbury kao Elizabeth
- Stefan Lysenko kao Sal
- Angelica Bridges kao Nicole
- Predrag Vušović kao Lou
- Ivo Gregurević kao policajac Mato
- Filip Šovagović kao Kuzma
- Boris Dvornik kao Jure
- Galiano Pahor kao recepcioner Gale
- Ljubomir Kerekeš kao Honza
- Jasna Palić-Picukarić kao Kristinka
- Nadežda Perišić-Nola kao Mime
- Špiro Guberina kao svećenik
- Danko Ljuština kao Stipe
- Ilija Zovko kao poštar
- Petar Jelaska kao bonvivan
- Ratko Glavina kao Bepo Štambuk (vlasnik restorana)
- Kristijan Ugrina kao D.J. Bepo Štambuk
- Milivoj Beader kao pijanac #1
- Franko Strmotić kao pijanac #2
- Kyle Heruth kao Douglas
- Hugh Holub kao odvjetnik Edward
- Pamela Paulshock kao bolničarka
- Ron Hoiseck kao Bartul
- Branimir Rakić kao konobar u restoranu
- Igor Mešin kao konobar "Kod Bepa"
- Josip Zovko kao konobar na katamaranu
- Otokar Levaj kao konobar u konobi
- Jasna Malec Utrobičić kao gđa. Štambuk
- Vuto Varvodić kao šjor Tone
- Aco Čakić kao ribar
- Magda Matošić kao šjora Mare
- Petar Vrca kao putnik u katamaranu
- Ivo Jakuš kao kapetan katamarana
- Tomo Škec kao zatvorenik Šime
- Aldo Tončić kao mornar na trajektu
- Davor Bošnjak kao pilot
- Colleen Shannon kao plavuša s vjenčanja

## Nagrade
- 2001. osvojena nagrada Breza lista Vjesnik najboljem debitantu Zoran Sudaru na Pulskom filmskom festivalu

## Vanjske poveznice
- Filmski programi - Posljednja volja